# Дорожкин, Василий Иванович
Василий Иванович Дорожкин (6 августа 1955, Чумаево, Камешкирский район, Пензенская область, РСФСР, СССР — 21 ноября 2023) — российский учёный в области ветеринарной фармакологии и токсикологии.
Доктор биологических наук (1998), профессор (2000), академик РАН (2016, членкор 2014, членкор РАСХН 2012). Директор ФГБНУ «ВНИИ ветеринарной санитарии, гигиены и экологии» (2015—2022). Создатель школы специалистов по ветеринарной фармакологии.

## Биография
Родился 6 августа 1955 года в селе Чумаево Камешкирского района Пензенской области.
Окончил Саратовский зооветеринарный институт (1982).
В 1980—1983 гг. работал микробиологом.
Всесоюзный государственный научно-контрольный институт ветеринарных препаратов (ВГНКИ, впоследствии Всероссийский государственный научно-исследовательский институт ветеринарных препаратов): аспирант (1983—1985), младший (1986—1989), научный сотрудник (1989—1990), заведующий сектором (1990—1993), лабораторией (1993—1997), отделом (1997—2003), главный научный сотрудник (2003—2005).
Участник ликвидации последствий аварии на Чернобыльской АЭС (1986—1987).
В ФГБНУ «Всероссийский научно-исследовательский институт ветеринарной санитарии, гигиены и экологии» (ВНИИВСГЭ): заведующий лабораторией фармакологии и токсикологии (с 2005), заместитель директора по научной работе (с 2009), с июля 2015 г. врио, с февраля 2016 г. — директор.
Член бюро Отделения сельскохозяйственных наук РАН.
Член редколлегии журнала «Вестник АПК Ставрополья».
Умер 21 ноября 2023 года. Похоронен в Подмосковье на Красногорском кладбище (участок 22).

## Деятельность
Проводил исследования по ветеринарной фармакологии и токсикологии.
Опубликовал около 200 научных работ. Имеет восемь авторских свидетельств и патентов на изобретения. При его участии разработаны и внедрены в производство 38 ветеринарных препаратов.

## Награды
- Премия Правительства Российской Федерации в области науки и техники (в составе группы, за 2019 год) — за разработку и внедрение в производство отечественных инновационных средств, технологий и методов защиты здоровья животных, обеспечивающих увеличение производства животноводческой продукции и биологическую безопасность страны[4]
- Золотая медаль имени А. А. Полякова (2019) — за серию работ по созданию эффективных и безопасных лекарственных средств для лечения и профилактики заболеваний животных[5]
- Медаль «В память 850-летия Москвы» (1997)
- Ветеран труда (2004)
- Почетные грамоты МСХ СССР (1984, 1985)
- Почетные грамоты МСХ РФ (1996, 2001)
- Почетные грамоты РАН, (2015, 2020)
- медали ВДНХ и ВВЦ